# George Mearns
George Mearns (Westerly, Rhode Island, 18 de abril de 1922-Rockport, Maine, 27 de diciembre de 1997) fue un jugador de baloncesto estadounidense que disputó dos temporadas en la BAA. Con 1,91 metros de estatura, jugaba en la posición de alero.

## Trayectoria deportiva

### Universidad
Jugó durante su etapa universitaria con los Rams de la Universidad de Rhode Island, siendo uno de los siete jugadores de dicha universidad en participar en la primera temporada de la historia de la BAA.

### Profesional
En 1946 fichó por los Providence Steamrollers de la BAA, con los que disputó las dos primeras temporadas de la historia de la liga, siendo la mejor la primera, en la que promedió 6,7 puntos por partido.

## Estadísticas de su carrera en la BAA

### Temporada regular
| Temporada | Edad | Equipo                  | Liga | P  | TIT | MIN | TC  | TCA | %TC  | 3P | 3PA | %3P | TL  | TLA | %TL  | R.OF. | R.DEF. | REB | ASIS | ROB | TAP | PER | FP  | PTS |
| 1946-47   | 24   | Providence Steamrollers | BAA  | 57 |     |     | 2.2 | 8.4 | .268 |    |     |     | 2.2 | 3.1 | .720 |       |        |     | 0.6  |     |     |     | 2.4 | 6.7 |
| 1947-48   | 25   | Providence Steamrollers | BAA  | 24 |     |     | 1.0 | 4.8 | .200 |    |     |     | 0.6 | 1.3 | .484 |       |        |     | 0.4  |     |     |     | 2.7 | 2.5 |
| Total     |      |                         | BAA  | 81 |     |     | 1.9 | 7.3 | .255 |    |     |     | 1.7 | 2.5 | .684 |       |        |     | 0.6  |     |     |     | 2.5 | 5.5 |